# Bébinn (divinità)
Nella mitologia irlandese, Bébinn è una dea associata al parto. È descritta come sorella della dea Boann, e quindi un membro dei Túatha Dé Danann.
Bébinn è anche descritta come una dea dell'oltretomba nella mitologia sia irlandese che gallese, che abita il mondo sotterraneo irlandese Mag Mell o il gallese Annwn.
Bébinn viene alternativamente descritta come la moglie di Aed Alainn, un dio, o Idath, un uomo mortale. È citata in più fonti come la madre dell'eroe del Connacht Fráech, il personaggio principale nel Táin Bó Fraích. In altre fonti Bébinn è menzionata come una figlia di Elcmar. 
Nel ciclo feniano compare una gigantessa di nome Bébinn, ma si tratta probabilmente di un personaggio differente. Il nome Bébinn era piuttosto diffuso nell'antica Irlanda, ed è portato anche da numerosi personaggi storici. Era ad esempio il nome della madre del re Brian Boru e di una delle sue figlie.